# Cyrtogrammomma monticola
Cyrtogrammomma monticola is een spinnensoort uit de familie Barychelidae. De soort komt voor in Guyana.